# Lo Grand Montelh
Grand Montelh (en francès Le Monteil-au-Vicomte) és un municipi del departament francès de la Cruesa a la regió de la Nova Aquitània.

## Demografia
| 1962                                       | 1968 | 1975 | 1982 | 1990 | 1999 | 2007 |
| ------------------------------------------ | ---- | ---- | ---- | ---- | ---- | ---- |
| 273                                        | 289  | 281  | 287  | 248  | 266  | 225  |
| Des de 1962: població sense dobles comptes |      |      |      |      |      |      |

## Administració
| Període | Identitat       | Partit |
| ------- | --------------- | ------ |
| 2001-   | Christian Meyer |        |